# Freiheit (Osterode am Harz)
Freiheit is een dorp in de gemeente Osterode am Harz in het Landkreis Göttingen in Nedersaksen in Duitsland. Het wordt voor het eerst vermeld in een oorkonde uit de vijftiende eeuw. In 1971 werd Freiheit bij Osterode gevoegd. Het is sindsdien grotendeels met de stad samengegroeid.
De rooms-katholieke dorpskerk, gewijd aan Johannes de Doper is gebouwd in het begin van de twintigste eeuw. 
- Gemeinsame Normdatei: 1077763867
- Virtual International Authority File: 1525145424715286830180